# Tidili Fetouaka
Tidili Fetouaka (en àrab تدلي فطواكة, Tidilī Ftwāka; en amazic ⵜⵉⴷⵉⵍⵉ ⴼⵟⵡⴰⴽⴰ) és una comuna rural de la província d'Azilal, a la regió de Béni Mellal-Khénifra, al Marroc. Segons el cens del 2014, tenia una població total de 12.759 persones.